# 埼玉県立松山高等学校
埼玉県立松山高等学校（さいたまけんりつまつやまこうとうがっこう）は、埼玉県東松山市にある県立高等学校（男子校）。略称は「松高」（まつこう）。

## 概要
旧制中学校時代から続く県立の男子校。通称「松高（まつこう）」。文部科学省のスーパーサイエンスハイスクール指定校であり、旧制松山中学校時代を含めた卒業生は2万人を超える。
大正時代の旧校舎（旧埼玉県立松山中学校校舎）を移築した国の登録有形文化財である松山高校記念館が本校のシンボルとなっている。
「文武不岐」を建学の精神とし、生徒全員が部活動と勉学の両立に励む。
スクールカラーは紫。
2015年度入試から普通科の募集人員は280名（うち特進クラスは40名）。理数科は従来通り40名。
定時制課程は、2014年3月31日をもって閉課。
制服は詰襟学生服（学ラン）。

## 沿革
- 1922年6月22日 - 設置の許可を受け、埼玉県立松山中学校と称し[1]、松山町大字市の川に敷地1万坪を定める
- 1923年
  - 2月10日 - 校舎竣工
  - 4月8日 - 授業開始
  - 5月5日 - 開校式挙行
- 1947年2月6日 - 山林964坪、運動場3,247坪拡張
- 1948年
  - 4月1日 - 埼玉県立松山高等学校認可
  - 6月30日 - 埼玉県立松山高等学校定時制課程設置認可
- 1965年1月26日 - 校舎増改築第二期工事竣工
- 1966年2月14日 - 校舎増改築第三期工事竣工
- 1970年
  - 3月12日 - 管理棟竣工
  - 7月10日 - 松高記念館竣工
- 1971年1月30日 - 第二グランド竣工
- 1973年12月27日 - 体育館竣工
- 1977年1月10日 - 総合部室竣工
- 1978年12月25日 - 前庭完成
- 1979年3月6日 - 正門新築
- 1980年1月12日 - 図書館竣工
- 1989年4月1日 - 理数科設置
- 1993年3月15日 - プール竣工
- 1995年3月15日 - 家庭科室竣工
- 1997年
  - 6月30日 - トレーニング場新築および自転車置き場設置工事竣工
  - 10月23日 - 普通教室耐震補強工事竣工
- 1998年12月25日 - テニスコート増設工事竣工
- 2004年
  - 6月20日 - 体育館ほか全体改修および耐震補強工事竣工
  - 11月7日 - 合宿所改修工事竣工
- 2005年10月19日 - 管理棟耐震補強工事竣工
- 2008年
  - 5月31日 - 普通教室、特別教室冷房設備工事
  - 10月31日 - 教室棟、管理棟、プール棟、記念館屋上防水工事
- 2009年2月22日 - ハンマー投げ囲い設置工事
- 2010年 - 普通科に1クラス（40名）に特進クラス設置
- 2014年3月31日 - 定時制課程 閉課程

## 学校行事
校歌応援歌練習（4月）
新入生を対象とした應援團による校歌や応援歌の指導。入学式の次の日から3日間行われる（かつては5日間だった）。新入生は、この3日間を通して校歌、第一應援歌、第二應援歌、第三應援歌の4曲を覚えることになり、校歌応援歌練習をやり遂げた新入生は「真の松高生」という称号を与えられる。（新型コロナウイルスにより、2020年度は中止、2021年度は簡略化されて行われた）
球技大会（5月）
クラス対抗で行われ、教員チームも参加する。競技はソフトボール、ソフトテニス、バスケットボール、バレーボール、卓球の5種目。（2020年は新型コロナウイルスにより中止された）
松高祭（9月）
いわゆる文化祭で、入場者数は毎年4千人を超える大イベント。中夜祭（2019年実施せず、翌年以降も実施しない方向）、後夜祭の2日にわたって行われ、運動部、文化部、PTA、有志などにより出店がある。校舎大階段横に設けられる特設ステージでは、「Mr.松高（松高一のイケメンを決めるコンテスト）」「Ms.松高（松高一の美女を決める女装コンテスト）」「早飲みクイズ」「教員バンド」「M1グランプリ（お笑いコンテスト。Mは松高のM）」「カラオケ」などの企画が行われている（年によって変更がある）。後夜祭では、かつては全国的にも珍しい打ち上げ花火が存在して人気を博していたが、周辺に住む一部の住民から反対があったことなどを理由に廃止された。現在でも復活を望む声は根強いが、復活の予定は今のところない。また、例年2日目に体育館で開催される「紫薫の集い」は、應援團の演舞披露で、毎年多くの観客を動員している。
体育祭（10月）
80mハードル・三段跳・砲丸投・フリスビー投などの陸上競技種目がある。もともとは学校のグラウンドで実施していたが、2002年から市内の陸上競技場(岩鼻運動公園)で実施している。
比企一周駅伝（11月）
クラス対抗の形式で行われ、埼玉県警のバイク先導により比企郡（東松山市・吉見町・滑川町・嵐山町・小川町・ときがわ町）の各地にあるポイントを15人でたすきをつなぐ。選手以外の生徒も時間管理や中継所の諸要員、選手の世話などでほぼ全員が参加している。
その他
修学旅行（2年）、スポーツ大会（1・2年）、SS立志講演会など。

## 部活動
1年生に関しては生徒全員の加入が義務付けられている。
運動部
- 陸上競技部（1987年インターハイ総合優勝）
- ソフトテニス部
- 野球部
- 水泳部
- サッカー部
- 柔道部
- 剣道部
- 卓球部
- 山岳部
- スキー部
- バレーボール部
- バスケットボール部
- ラグビー部
- 空手道部
- 應援團
- 硬式テニス部

文化部
- 新聞部
- 音楽部
- 書道部
- 生物部
- 美術部
- 化学部
- 地学部
- 物理部
- 英語部
- 吹奏楽部
- 数学部
- 映像制作部
- 軽音楽部
- 生徒会本部

## SSH
本校は2012年度から文部科学省のスーパーサイエンスハイスクール（SSH）指定校となり、現在も指定されている。またSSH指定校であるために実験室等の設備が充実しており、理科系の部活動や理数科の探究活動が行われている。

## 対外関係
松山女子高校、東京農業大学第三高校
2021年12月27日 - 松山女子高校にて、各校生徒会による第一回三校連盟会が開催された。
川越高校
2021年12月18日 - 川越高校にて、両校生徒会による第一回二校意見交換会（仮称）が開催された。

## 校歌
ここでは校歌・応援歌等について紹介する。
- 校歌
- 第一應援歌「空は晴れたり」
- 第二應援歌「栄光の王座」
- 第三應援歌「我等が母校」
- 第四應援歌「この旗の下に」
- 第五應援歌「紫電の如く」
- 應援歌「黎明の光」
- 應援歌「箭弓稲荷」
- 愛唱歌
- 松高節

## 著名な出身者

### 政治家
- 山口敏夫 - 元衆議院議員、元労働大臣
- 関根則之 - 元参議院議員、第17代消防庁長官、元静岡県副知事
- 坂本祐之輔 - 衆議院議員、元埼玉県東松山市長
- 宮崎勝 - 参議院議員
- 芝崎亨 - 第三代東松山市長
- 谷ケ﨑照雄 - 埼玉県日高市長
- 林伊佐雄 - 埼玉県三芳町長

### スポーツ
- 大沢知宏 - ソウルオリンピック100メートル日本代表
- 小山直城 - パリオリンピックマラソン日本代表
- 小林正幹 - 箱根駅伝ランナー元3区区間記録保持者）
- 秋山武司 - 元プロ野球選手
- 佐藤真太郎 - ボブスレー選手・ソチオリンピック代表
- 大室秀樹 - 陸上選手・2017年世界陸上競技選手権大会男子110メートルハードル日本代表
- 伊地知賢造 - 陸上競技長距離走選手
- 笠原章平 - 陸上競技ハンマー投選手

### 学術
- 森川友義 - 早稲田大学国際教養学部教授
- 吉田和夫 - 早稲田大学社会科学部教授
- 小針進 - 静岡県立大学国際関係学部教授
- 中村太郎 - 中央大学理工学部教授
- 扇原淳 -  早稲田大学人間科学学術院 人間科学部教授

### 芸能
- 小林隆 - 俳優
- 小村裕次郎 - 俳優
- 奥田啓人 - 俳優、声優
- 林家木久彦 - 落語家
- 飛田光里 - 俳優
- 田口弘 - 詩人、東松山市教育長
- 岩木一麻 - 小説家
- やまとゆう - ミュージシャン

### その他の出身者
- 神田道夫 - 熱気球高度世界記録保持者
- 吉野芳夫 - 実業家
- 内藤正彦 - テレビ朝日報道局長、ジャーナリスト
- 伊藤隆佑 - TBSアナウンサー
- 比田美仁 - アナウンサー

## アクセス
- 東武東上線東松山駅 徒歩15分
- 川越観光自動車「加美町」停留所 徒歩11分